# Раймундо Родрігес
Раймундо Родрігес Гонсалес (ісп. Raymundo Rodríguez González, нар. 15 квітня 1905, Мехіко, Мексика — пом. дата смерті невідома) — мексиканський футболіст, що грав на позиції півзахисника, зокрема, за клуб «Марте», а також національну збірну Мексики.

## Клубна кар'єра
Виступав за команду «Марте» із міста Мехіко. 

## Виступи за збірну
1930 року дебютував в офіційному матчі у складі національної збірної Мексики, який так і залишився для нього єдиним.
У складі збірної був учасником першого в історії чемпіонату світу 1930 року в Уругваї де зіграв з Аргентиною (3:6).
Отримав призвісько "Мумія" під час поїздки на Мундіаль до Уругваю. Тренер Хуан де Серральонга вирішив розмістити гравців у готелі на околиці міста. Було так холодно, що Раймундо Родрігес, відчайдушно прагнучи зігрітися, взяв бинти і прикрив тіло. Це викликало величезний шок для його партнера Феліпе Олівареса. З тих пір Раймундо почали називати "Мумія" (ісп. Momia).